# Paguristes werdingi
Paguristes werdingi is een tienpotigensoort uit de familie van de Diogenidae. De wetenschappelijke naam van de soort is voor het eerst geldig gepubliceerd in 1995 door Campos & Sanchez.